# II Cuerpo de Ejército (Alemania)
El II Cuerpo de Ejército (II. Armeekorps) fue un cuerpo en el Heer durante la Segunda Guerra Mundial.

## Comandantes
- Generalleutnant Fedor von Bock - (1 de octubre de 1934 - abril de 1935)
- General der Infanterie Johannes Blaskowitz - (abril de 1935 - 10 de noviembre de 1938)
- Generaloberst Adolf Strauß - (10 de noviembre de 1938 - 30 de mayo de 1940)
- General der Infanterie Carl-Heinrich von Stülpnagel - (30 de mayo de 1940 - 21 de junio de 1940)
- General der Infanterie Walter Graf von Brockdorff-Ahlefeldt - (1 de julio de 1940 - mayo de 1942)
- General der Panzertruppe Otto von Knobelsdorff - (junio de 1942 - 1 de julio de 1942)
- General der Infanterie Walter Graf von Brockdorff-Ahlefeldt - (1 de julio de 1942 - 28 de noviembre de 1942)
- General der Infanterie Paul Laux - (28 de noviembre de 1943 - 1 de abril de 1944)
- Generalleutnant Wilhelm Hasse - (1 de abril de 1944 - 5 de mayo de 1944)
- Generalleutnant Kurt von Tippelskirch - (5 de mayo de 1944 - 11 de mayo de 1944)
- General der Infanterie Paul Laux - (11 de mayo de 1944 - 3 de julio de 1944)
- General der Infanterie Wilhelm Hasse - (15 de julio de 1944 - 15 de enero de 1945)
- General der Infanterie Johannes Mayer - (15 de enero de 1945 - 1 de abril de 1945)
- Generalleutnant Alfred Gause - (1 de abril de 1945 - 8 de mayo de 1945)

## Área de operaciones
- Polonia - septiembre de 1939 a mayo de 1940
- Francia - mayo de 1940 a junio de 1941
- Frente Oriental, Sector Norte - junio de 1941 a octubre de 1944
- Bolsa de Curlandia - octubre de 1944 a mayo de 1945